# С-6
С-6 — советская дизель-электрическая торпедная подводная лодка серии IX-бис, С — «Средняя» времён Второй мировой войны. Участвовала в Советско-финской войне, в Великой Отечественной войне успехов не добилась, погибла в августе 1941 года.

## История корабля
Заложена 28 декабря 1935 года на заводе № 189 в Ленинграде под стапельным номером 279 и литерным обозначением «Н-6». Спущена на воду 31 марта 1938 года, вступила в строй 27 ноября 1939 года под командованием В. Ф. Кульбакина.

### Советско-финская война
В январе 1940 года «С-6» совершила поход в устье Финского залива для наблюдения за шведским и финским флотами, однако из-за тяжёлых условий занять позицию не смогла.

### Великая Отечественная война
23 июня 1941 года вышла в боевой поход, 13 суток безрезультатно дежурила в районе Померанской бухты. При возвращении командир устроил отдых и купание экипажа в одной из бухт острова Сааремаа, во время которого лодка подверглась авианалёту, три человека убиты, четверо ранены. По возвращении на базу командиром назначен переведённый с недостроенной С-104 Николай Николаевич Кулыгин. 2 августа лодка отправилась в боевой поход к острову Борнхольм, после этого на связь не выходила, дальнейшая судьба неизвестна. Предположительно, погибла на минах.

### Обнаружение
С-6 была обнаружена летом 2011 года шведскими дайверами в международных водах на дне Балтийского моря к юго-востоку от острова Эланд на глубине 46 метров, опознана в 2012. Носовая часть лодки оторвана и лежит рядом. В отчёте шведских ВМС сделан вывод, что лодка погибла, подорвавшись на третьей линии немецкого минного заграждения «Wartburg».